# TY Возничего
TY Возничего (лат. TY Aurigae) — одиночная звезда в созвездии Возничего на расстоянии приблизительно 2442 световых лет (около 749 парсеков) от Солнца. Видимая звёздная величина звезды — +10,64m.

## Характеристики
TY Возничего — жёлтая или оранжевая звезда спектрального класса F8 или K. Радиус — около 9,25 солнечных, светимость — около 38,051 солнечных. Эффективная температура — около 4714 К. Ранее считалась переменной звездой, но дальнейшие наблюдения переменности не подтвердили.